# Будинок Наркомпраці (Харків)

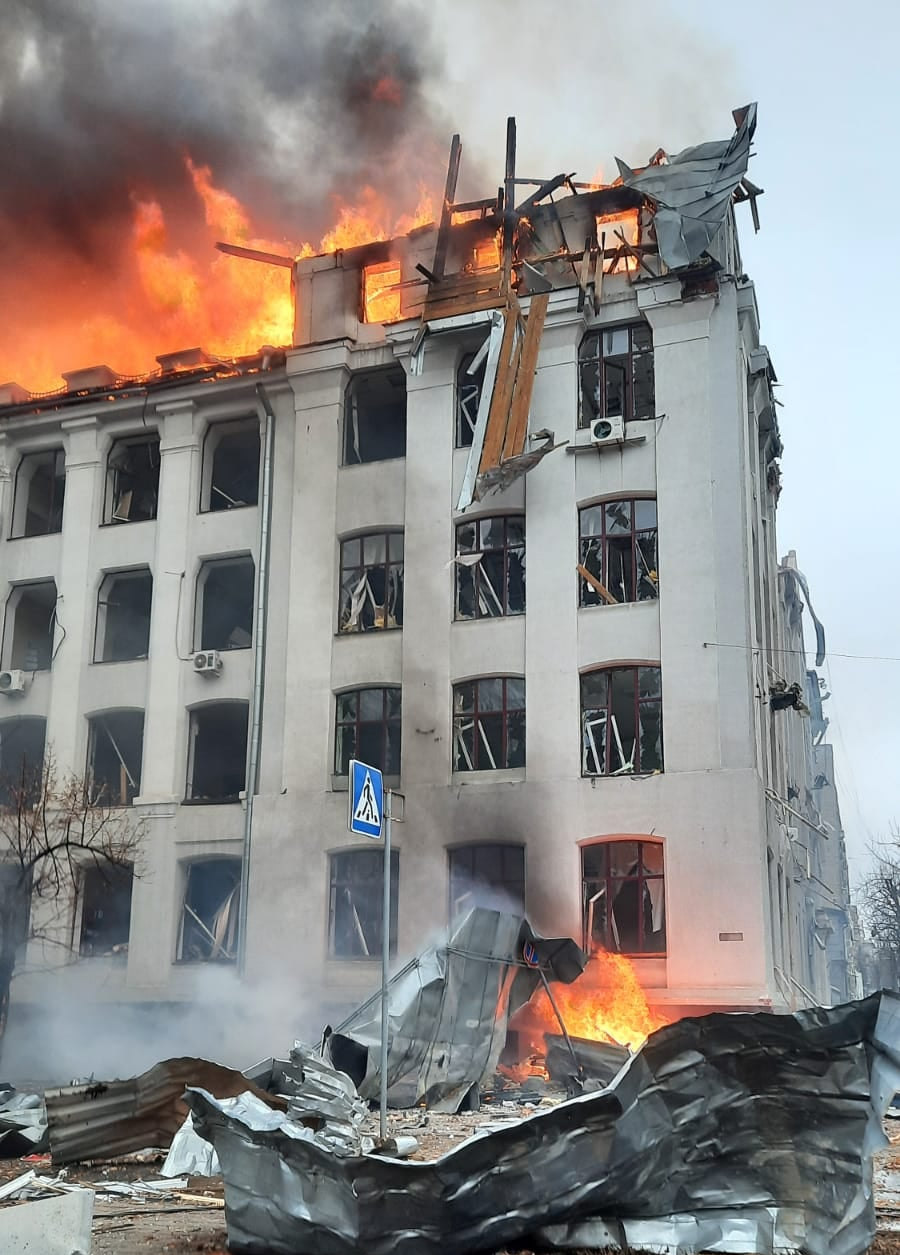
Після ракетного удару 2 березня 2022

Будинок Наркомпраці — будинок у Харкові на Мироносицькій вулиці, 1. Початково вміщував Народний комісаріат праці УСРР, а в останні роки — Економічний факультет Харківського університету. Пам'ятка містобудування та архітектури місцевого значення. Пошкоджений російським ракетним ударом 2 березня 2022 року в ході боїв за Харків.

## Історія
Дані щодо часу будівництва та імені архітектора суперечливі. Згідно з дослідженнями Віктора Чепелика, автором будинку був архітектор Сергій Тимошенко (попередні дослідники називали ім'я Павла Кушнарьова). Існує версія, що будинок був зведений ще 1916 року за проєктом Тимошенка для 1-го вищого початкового училища, а 1925 (за іншими даними, 1927) року добудований Кушнарьовим під адміністративну функцію — для Народного комісаріату праці. Відомо, що 1928 року Наркомпраці вже значився за цією адресою.
У 1960-х — 1970-х роках було демонтовано деякі деталі будинку, зокрема балкони, що становили загрозу під час масових свят.
1943 року, після звільнення Харкова від нацистів, у будинку розміщувався Харківський обласний комітет КП(б)У до завершення його власної будівлі. Деякий час будинок займала одна зі структур Харківського обкому ЛКСМ, а потім — Економічний факультет Харківського університету.
На 2018 рік технічний стан будинку був у цілому задовільний.
Вранці 2 березня 2022 року будинок був частково зруйнований російським обстрілом разом із розташованою поряд будівлею обласного управління поліції та СБУ (однією з найбільших харківських будівель сталінських часів). Ракетний удар та спричинена ним пожежа частково знищили фасади, покрівлю та інтер'єри будинку.
Після удару було складено 3D-модель будівлі для оцінки її стану і можливостей відновлення. Існують плани її реконструкції.
Наприкінці 2024 року розпочато відновлення будівлі. Наразі невідомо, чи буде будівля відновлена в історичному вигляді.

## Опис
Будинок 4-поверховий із цокольним поверхом, у плані П-подібний. Над обома перетинами корпусів мав по одноповерховій башті. Розташований на розі вулиць Мироносицької та Жон Мироносиць. Середньою частиною виходить на вулицю Жон Мироносиць, за якою лежить сквер Перемоги. Корпус, що виходить на Мироносицьку, вирізнявся великим вестибюлем та двостороннім розташуванням приміщень.
Несучі стіни складаються з глиняної цегли, перекриття — з залізобетону, дах був металевим на дерев'яних кроквах. Автентичні дерев'яні вікна поступово прийшли до аварійного стану, і 2013 року вікна вуличних фасадів замінили на металопластикові.
За оцінкою Л. В. Раєнка (2012), будинок поєднує форми українського модерну та неоампіру, «переплавлені в вогні монументального раціоналізму». На думку О. О. Швиденко (2018), стиль будинку представляє перехід від українського модерну до модерністських пошуків і поєднує риси українського народного житла з естетикою залізобетонної конструкції.